# Fljótsdalshreppur
Fljótsdalshreppur is een gemeente in het oosten van IJsland in de regio Austurland. Ze heeft 143 inwoners (in 2008) en een oppervlakte van 1.516 km². Er is geen echte woonkern, maar de inwoners wonen in ongeveer 35 boerderijen die in het zuidwesten van het dal Fljótsdalur verspreid liggen. Het inwonertal was de afgelopen jaren meer dan verdubbeld, omdat veel werklieden die de waterkrachtcentrale Kárahnjúkavirkjun bouwden, in werkkampen in de gemeente woonden. Sinds de werkzaamheden zijn voltooid, zijn deze werknemers weer weggetrokken.

## Ligging
Fljótsdalshreppur is een van de weinige gemeenten in IJsland die niet aan zee liggen. De gemeente ligt aan het eind van het Fljótsdalur, aan de rand van het meer Lagarfljót. Ze wordt in het westen, het noorden en het oosten omgeven door de veel grotere gemeente Fljótsdalshérað, met de stad Egilsstaðir als dichtstbijzijnde en belangrijkste plaats op 35 kilometer. In het zuidoosten en het zuiden liggen de gemeenten Djúpavogshreppur en Hornafjörður, die alleen via Egilsstaðir bereikbaar zijn. In het zuidoosten ligt de grote gletsjer Vatnajökull.

## Verkeer en vervoer
Doordat Fljótsdalshreppur niet aan de kust ligt, voert de ringweg ook niet door de gemeente. Om het Lagarfljót heen loopt weg nummer 931, die aan de oostkant volledig verhard is en aan de westkant van het meer deels onverhard is. In het zuidoosten van de vallei, waar weg 931 het meer rondt, takt deze af in de wegen 933, 934 en 935, alle drie doodlopende lokale onverharde wegen. Iets verder naar het noorden takt de bergweg F910 af. Deze weg wordt ook wel Austurleið genoemd en voert uiteindelijk naar Kverkfjöll en van daaruit door de binnenlanden naar het westen van het land. Deze weg is bij de bouw van de Kárahnjúkavirkjun tot aan de stuwdam verhard, terwijl dit stuk eerst een echte bergweg was die alleen toegankelijk was voor terreinwagens.

## Geografie

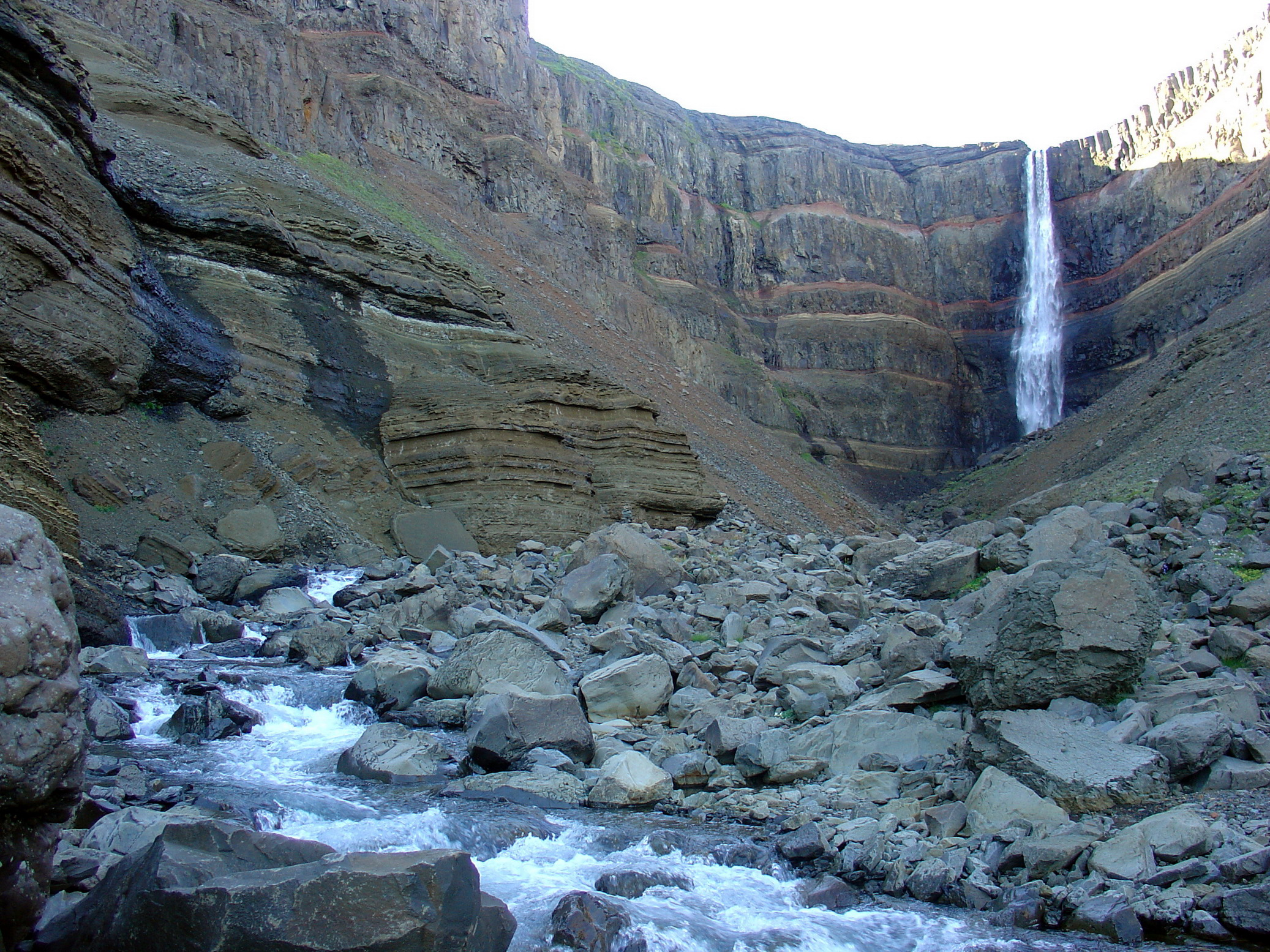
De Hengifoss

Rondom het meer en stroomopwaarts de rivieren Jökulsá en Kelduá ligt een strook vruchtbare grond. In dit gebied wonen alle inwoners van de gemeente. Verder bestaat de gemeente uit berglandschap en onvruchtbare hoogvlaktes. In het zuidoosten ligt de al eerder genoemde gletsjer Vatnajökull. Langs de westkust van het Lagarfljót mondt de Hengifossá in het meer uit. In deze rivier liggen twee watervallen, de Hengifoss en de Litlanesfoss. De eerste is een van de hoogste watervallen van IJslands. De Hengifoss doorsnijdt enkele basaltlagen, die duidelijk herkenbaar zijn met de typische roodgekleurde ijzerhoudende aardlagen ertussen.
Iets ten zuiden van de Hengifoss ligt het Skriðuklaustur, het oudste IJslandse klooster in het oosten van het land.
Seyðisfjarðarkaupstaður · Fjarðabyggð · Vopnafjarðarhreppur · Fljótsdalshreppur · Borgarfjarðarhreppur · Breiðdalshreppur · Djúpavogshreppur · Fljótsdalshérað · Hornafjörður